# Jason Beghe
Jason Deneen Beghe (ur. 12 marca 1960 w Nowym Jorku) – amerykański aktor telewizyjny i filmowy.

## Filmografia

### Filmy
- 1985: Compromising Positions jako Cupcake
- 1988: Monkey Shines: An Experiment in Fear jako Allan Mann
- 1997: G.I. Jane jako Royce
- 1998: The X Files jako FBI Man at Bomb Site
- 2002: Kevin sam w domu 4 jako Peter McCallister
- 2008: One Missed Call jako Ray Purvis
- 2011: X-Men: Pierwsza klasa (X-Men: First Class) jako XO
- 2012: Atlas Shrugged: Part II jako Henry Rearden

### Seriale telewizyjne
- 1986: Dress Gray jako Hank Beaumont
- 1994: Z Archiwum X jako Larry Moore (gościnnie)
- 1999-2000: Sprawy rodzinne jako Don (gościnnie)
- 2002: CSI: Kryminalne zagadki Las Vegas jako Russ Bradley (gościnnie)
- 2004: JAG - Wojskowe Biuro Śledcze jako Thomas Elgart Ret (gościnnie)
- 2006: CSI: Kryminalne zagadki Nowego Jorku jako Jack Butler (gościnnie)
- 2006: Zabójcze umysły jako szeryf Yates (gościnnie)
- 2009: Californication jako Richard Bates (gościnnie)
- 2010-2011: Castle jako Mike Royce (gościnnie)
- 2011: Agenci NCIS jako Blake Martin (gościnnie)
- 2012: Californication jako Richard Bates (gościnnie)
- 2012-2013: Chicago Fire jako Detektyw Hank Voight (gościnnie)
- 2014: Chicago PD jako Detektyw Hank Voight